# Daljni vzhod
Daljni vzhod je v zahodnem svetu priljubljeno skupno ime za države in druga ozemlja v Vzhodni Aziji. Gre za evrocentričen izraz, ki se je uveljavil v času Britanskega imperija za območje vzhodno od britanskih posesti na Indijski podcelini do Tihega oceana, tj. daleč vzhodno od Evrope. Sorodna izraza sta Bližnji vzhod in Srednji vzhod.
Poleg geografske oznake pa izraz ponazarja tudi kulturno ločnico zaradi velikih kulturnih razlik med vzhodnoazijskimi in evropskimi narodi. Čeprav ležita vzhodneje od Evrope kot večina vzhodnoazijskih držav, Avstralije in Nove Zelandije ne obravnavamo kot Daljni vzhod, saj ju poseljujejo večinoma potomci Evropejcev.
Države, ki jih prištevamo pod Daljni vzhod:
- Brunej
- Filipini
- Hongkong (posebna administrativna regija LR Kitajske)
- Indonezija (del države obravnavamo v sklopu Oceanije)
- Japonska
- Južna Koreja
- Mongolija
- Laos
- Ljudska republika Kitajska
- Makav (posebna administrativna regija LR Kitajske)
- Malezija
- Mjanmar
- Mongolija
- Rusija (samo vzhodni del)
- Severna Koreja
- Singapur
- Tajska
- Tajvan
- Vietnam
- Vzhodni Timor (tega obravnavamo tudi kot del Oceanije)